# Eduard Keetmann
Karl Heinrich Eduard Keetmann  (* 17. Juli 1840 in Puderbach; † 1910 in Osnabrück) war ein deutscher Theologe, Pfarrer, Oberstudiendirektor und Schulrat. 

## Leben
Keetmann wurde in Puderbach im Regierungsbezirk Koblenz geboren und besuchte bis 1861 die Gymnasien in Duisburg und Koblenz. Danach studierte Keetmann bis 1865 in Bonn und Berlin Theologie und legte beide theologischen Prüfungen ab. Er war zunächst Prediger und Leiter einer höheren Elementarschule und wurde 1871 Oberlehrer an der Jungmannschule in Eckernförde. Es folgte von 1873 bis 1876 eine Anstellung als Pfarrvikar in Rengsdorf bei Neuwied. Am 1. Februar 1876 übernahm er die Leitung des Königlich-Preußischen Seminars, heute das Ludwig-Meyn-Gymnasium in Uetersen, wo er bis zum 31. März 1891 blieb. Er wurde daraufhin in gleicher Eigenschaft nach Königsberg in der Neumark versetzt. Es folgte eine weitere Versetzung Keetmanns nach Rheydt, wo er zum Schulrat ernannt wurde. 1908 trat er in den Ruhestand, den er in Osnabrück verlebte. 
Sein älterer Bruder war der Unternehmer Theodor Keetman.